# هگزاسیکلونات
هگزاسیکلونات (انگلیسی: Hexacyclonate) که با نام تجاری گویلون (Gevilon) نیز شناخته می‌شود، یک داروی محرک است. این دارو پیش تر برای درمان اعتیاد به الکل و نیز افزایش انگیزش در بیماران سالمند کاربرد داشت، اما امروزه بیشتر برای درمان هیپرلیپوپروتئینمی به کار می‌رود.
کاربرد اخیر ممکن است چندان هم صحیح نباشد، چون نام "گویلون" به عنوان نام تجاری ژمفیبروزیل (یک داروی شناخته شده در درمان دیس لیپیدمی) نیز به کار می‌رود.